# Marcus Junius Graechanus
Marcus Junius Graechanus (Kr. e. 1. század) római író

## Élete
Caius Gracchus barátja, neves régiségtudós volt. „De potestatibus” című munkáját barátjának, Pomponiusnak ajánlotta. Cicero és Idősebb Plinius tesznek említést róla.